# Premi Erasmus
El Premi Erasmus («Praemium Erasmianum») és un guardó que distingeix a les persones o institucions que hagin aportat una contribució rellevant en la construcció d'Europa. És concedit anualment per la Praemium Erasmianum Foundation, una institució cultural neerlandesa que exerceix la seva tasca en el camp de les humanitats, ciències socials i les arts, fundada pel príncep Bernat el 23 de juny de 1958.
La Fundació lliura els Premis Erasmus i organitza activitats culturals al voltant de la cerimònia anual de lliurament dels premis. El Comitè de la Fundació està integrat per membres de la cultura danesa, institucions acadèmiques i empreses. El Príncep d'Orange és el Patró de la Fundació. Els guardons es decideixen a principis d'any, cap a febrer, i es concedeixen en el mes de novembre, en una cerimònia oficial celebrada al Palau Reial d'Amsterdam. Els premis valoren la importància de la tolerància social, multiculturalitat i pensament crític no dogmàtic. La quantia del premi l'any 2007 va ser de 150.000 euros.

## Guardonats
| Any  | Premiat                                     | Activitat             | Nacionalitat         |
| ---- | ------------------------------------------- | --------------------- | -------------------- |
| 1958 | Poble d'Àustria                             | -                     | Àustria              |
| 1959 | Robert Schuman (1886-1963)                  | Polític               | França               |
| 1959 | Karl Jaspers (1883-1969)                    | Filòsof               | Alemanya             |
| 1960 | Marc Chagall (1887-1985)                    | Pintor                | França               |
| 1960 | Oskar Kokoschka (1886-1980)                 | Pintor                | Àustria              |
| 1962 | Romano Guardini (1885-1968)                 | Teòleg                | Itàlia               |
| 1963 | Martin Buber (1878-1965)                    | Filòsof               | Israel               |
| 1964 | Union Académique Internationale.            | -                     | -                    |
| 1965 | Charles Chaplin (1889-1977)                 | Director de cinema    | Regne Unit           |
| 1965 | Ingmar Bergman (1918-2007)                  | Director de cinema    | Suècia               |
| 1966 | Herbert Read (1893-1968)                    | Escriptor             | Regne Unit           |
| 1966 | Rene Huyghe (1906-97)                       | Historiador           | França               |
| 1967 | Jan Tinbergen (1903-94)                     | Economista            | Països Baixos        |
| 1968 | Henry Moore (1898-1986)                     | Escultor              | Regne Unit           |
| 1969 | Gabriel Marcel (1889-1973)                  | Escriptor             | França               |
| 1969 | Carl Friedrich Von Weizsacker (1912 - 2007) | Físic                 | Alemanya             |
| 1970 | Hans Scharoun (1893-1972)                   | Arquitecte            | Alemanya             |
| 1971 | Olivier Messiaen (1908-92)                  | Compositor            | França               |
| 1972 | Jean Piaget (1896-1980)                     | Psicoanalista         | Suïssa               |
| 1973 | Claude Lévi-Strauss (1908 - 2009)           | Antropóleg            | França               |
| 1974 | Ninette de Valois (1898-2001)               | Coreògrafa            | Irlanda              |
| 1974 | Maurice Béjart (1927-2007)                  | Coreògrafo            | França               |
| 1977 | Werner Kaegi (1901-1979)                    | Historiador           | Suïssa               |
| 1977 | Jean Monnet (1888-1979)                     | Economista            | França               |
| 1978 | Puppet Theatre                              | -                     | -                    |
| 1979 | Die Zeit - Neue Zurcher Zeitung             | Diaris alemany i suís | Alemanya - Suïssa    |
| 1980 | Nikolaus Harnoncourt (1929)                 | Director d'orquestra  | Àustria              |
| 1980 | Gustav Leonhardt (1928)                     | Director d'orquestra  | Països Baixos        |
| 1981 | Jean Prouvé (1901-84)                       | Arquitecte            | França               |
| 1982 | Edward Schillebeeckx (1914 - 2009)          | Teòleg                | Països Baixos        |
| 1983 | Raymond Aaron (1905-83)                     | Filòsof               | França               |
| 1983 | Isaiah Berlin (1909-97)                     | Filòsof               | Regne Unit           |
| 1983 | Leszek Kołakowski (1927)                    | Filòsof               | Polònia              |
| 1983 | Marguerite Yourcenar (1903-87)              | Escriptora            | França               |
| 1984 | Massimo Pallottino (1909-95)                | Arqueòleg             | Itàlia               |
| 1985 | Paul Delouvrier (1914-95)                   | Polític               | França               |
| 1986 | Vaclav Havel (1936)                         | Escriptor             | Txèquia              |
| 1987 | Alexander King (1909-2007)                  | Erudit de la música   | -                    |
| 1988 | Jacques Ledoux (1922-88)                    | Director de cinema    | Bèlgica              |
| 1989 | Comissió Internacional de Juristes          | -                     |                      |
| 1990 | Grahame Clarke (1907-95)                    | Arqueòleg             | Regne Unit           |
| 1991 | Bernard Haitink (1929)                      | Director d'orquestra  | Països Baixos        |
| 1992 | Arxiu General d'Índies                      | -                     | Espanya              |
| 1992 | Simon Wiesenthal (1908)                     | Humanista             | Àustria              |
| 1993 | Peter Stein (1937)                          | Escriptor             | Alemanya             |
| 1994 | Sigmar Polke (1941)                         | Pintor                | Alemanya             |
| 1995 | Renzo Piano (1937)                          | Arquitecte            | Itàlia               |
| 1996 | William McNeill (1927)                      | Historiador           | Canadà               |
| 1997 | Jacques Delors (1925)                       | Polític               | França               |
| 1998 | Mauricio Kagel (1931)                       | Compositor            | Argentina - Alemanya |
| 1998 | Peter Sellars (1957)                        | Director teatral      | Estats Units         |
| 1999 | Mary Robinson (1944)                        | Polític               | Irlanda              |
| 2000 | Hans Van Manen (1932)                       | Coreògraf             | Països Baixos        |
| 2001 | Adam Michnik (1946)                         | Historiador           | Polònia              |
| 2001 | Claudio Magris (1939)                       | Escriptor             | Itàlia               |
| 2002 | Bernd y Hilla Becher (1931, 1934)           | Fotògraf              | Alemanya             |
| 2003 | Alan Davidson (1924-2003)                   | Historiador           | Regne Unit           |
| 2004 | Sadik Jalal Al-Azm (1934)                   | Filòsof               | Síria                |
| 2004 | Fatima Mernissi (1940)                      | Escriptora            | Marroc               |
| 2004 | Abdulkarim Soroush (1945)                   | Filòsof               | Iran                 |
| 2005 | Simon Schaffer (1955)                       | Sociòleg              | Regne Unit           |
| 2005 | Steven Shapin (1955)                        | Historiador           | Estats Units         |
| 2006 | Pierre Bernard (1942)                       | Dissenyador gàfic     | França               |
| 2007 | Péter Forgács (1950)                        | Director de cinema    | Hongria              |
| 2008 | Ian Buruma (1951)                           | Escriptor             | Països Baixos        |
| 2009 | Antonio Cassese (1937)                      | Jurista               | Itàlia               |
| 2009 | Benjamin Ferencz (1920)                     | Jurista               | Estats Units         |
| 2010 | José Antonio Abreu (1939)                   | Compositor            | Veneçuela            |
| 2011 | Joan Busquets i Grau (1946)                 | Arquitecte[2]         | Espanya              |
| 2012 | Daniel Dennett                              | Filòsof               | Estats Units         |
| 2013 | Jürgen Habermas                             | Filòsof               | Alemanya             |
| 2014 | Frie Leysen                                 |                       |                      |
| 2015 | Wikipedia community                         |                       |                      |